# المصينعة (حبيش)

تعديل مصدري - تعديل

المصينعة هي إحدى قرى عزلة السلق بمديرية حبيش التابعة لمحافظة إب، بلغ تعداد سكانها 286 نسمة حسب تعداد اليمن لعام 2004.